# Top Fest
Top Fest (även Top Fest Awards) var ett albanskt musiktävlingsprogram som började sändas år 2004 och sändes varje år sedan starten på TV-kanalen Top Channel. Tävlingen arrangerades årligen i huvudstaden Tirana. Efter tävlingens 12:e upplaga år 2015 valde man att omformatera programmet till Top Awards där musikvideor istället tävlar och Top Fest i dess tidigare form lades på is. Artisterna framträdde låtar i olika musikstilar som hiphop, alternative, funk, popmusik och RnB. De tävlande kom även ofta från Kosovo och Makedonien, men låtarna framfördes på albanska. Efter avvecklingen av Top Fest återstår två musikfestivaler i Albanien: Kënga Magjike och Festivali i Këngës.

## Vinnare
Huvudpriset i tävlingen låg på 10,000 € och utöver detta pris med titeln Great Award fanns oftast omkring 10 andra utmärkelser: bästa manliga artist, bästa kvinnliga artist, bästa grupp, bästa unga artist, bästa hiphop, bästa dans, Digitalb-priset, internetpriset, bästa låt och Top Albania Radio-priset var vanliga utmärkelser till övriga artister.
| År   | Upplaga     | Vinnare                        | Låt                      |
| ---- | ----------- | ------------------------------ | ------------------------ |
| 2004 | Top Fest 1  | Stine                          | "Lady Lady"              |
| 2005 | Top Fest 2  | Alban Skënderaj                | "Vetëm ty"               |
| 2006 | Top Fest 3  | Alban Skënderaj & Kthjellu     | "Diçka"                  |
| 2007 | Top Fest 4  | Greta Koçi                     | "Sa më lodhe"            |
| 2008 | Top Fest 5  | Besa Kokëdhima                 | "Ëngjëjt vrasin njëlloj" |
| 2009 | Top Fest 6  | Linda Halimi                   | "Ëndërroj"               |
| 2010 | Top Fest 7  | Eneida Tarifa                  | "Me vetën"               |
| 2011 | Top Fest 8  | Elvana Gjata                   | "Me ty"                  |
| 2012 | Top Fest 9  | Elhaida Dani                   | "S'je më"                |
| 2013 | Top Fest 10 | Samanta Karavello              | "Loti i fundit"          |
| 2014 | Top Fest 11 | Soni Malaj                     | "Me të jeton"            |
| 2015 | Top Fest 12 | Ermal Fejzullahu, Lumi & Ledri | "Shko"                   |

## Värdar
| År   | Värdar                                                  | Plats                | Regissör      |
| ---- | ------------------------------------------------------- | -------------------- | ------------- |
| 2004 | Evis Mula, Arbana Osmani & Alban Dudushi                | Pallati i Kongreseve | Bojken Lako   |
| 2005 | Arbana Osmani, Alban Dudushi                            | Pallati i Kongreseve | Bojken Lako   |
| 2006 | Arbana Osmani, Alban Dudushi, Ledion Liço & Xhemi Shehu | Pallati i Kongreseve | Bojken Lako   |
| 2007 | Alban Dudushi, Arbana Osmani & Ledion Liço              | Pallati i Kongreseve | Bojken Lako   |
| 2008 | Ledion Liço & Arbana Osmani                             | Pallati i Kongreseve | Bojken Lako   |
| 2009 | Ledion Liço & Arbana Osmani                             | Pallati i Kongreseve | Bojken Lako   |
| 2010 | Ledion Liço & Arbana Osmani                             | Pallati i Kongreseve | Ergys Lubonja |
| 2011 | Ledion Liço, Marina Vjollca & Luana Vjollca             | Pallati i Kongreseve | Ergys Lubonja |
| 2012 | Ledion Liço, Marina Vjollca & Luana Vjollca             | Pallati i Kongreseve | Ergys Lubonja |
| 2013 | Ledion Liço, Marina Vjollca & Luana Vjollca             | Pallati i Kongreseve | Ergys Lubonja |
| 2014 | Ledion Liço, Marina Vjollca & Luana Vjollca             | Pallati i Kongreseve | Ergys Lubonja |
| 2015 | Dojna Mema & Ledion Liço                                | Pallati i Kongreseve | Ergys Lubonja |

## Övriga priser

### Top Fest 9 – 2012
Utöver huvudpriset, som vanns av Elhaida Dani, delades ytterligare 10 priser ut vilka listas nedan.
| Pris                         | Översatt                 | Artist                | Låt                        |
| ---------------------------- | ------------------------ | --------------------- | -------------------------- |
| Çmimi "Best Female"          | Bästa kvinnliga artist   | Xhensila Myrtezaj     | Edhe një herë              |
| Çmimi “Best Pop”             | Bästa poplåt             | Erik Lloshi           | Ajo është ajo              |
| Çmimi “Best Balade”          | Bästa ballad             | Argjentina Ramosaj    | Si shiu                    |
| Çmimi “Best Male”            | Bästa manliga artist     | Adrian Lulgjuraj      | Evoloj                     |
| Çmimi “Top Albania Radio”    | Top Albania Radio-priset | Besa Kokëdhima        | Fishekzjarrë               |
| Çmimi “Best Group”           | Bästa grupp              | Burn                  | Njerëzit që takoj çdo ditë |
| Çmimi “Best rock alernative” | Bästa alternativ/rocklåt | Nita Latifi           | Merrë ose lejë             |
| Çmimi “Best hip-hop & RnB”   | Bästa hiphop/RnB-låt     | Stresi ft. Xheraldina | Lamtumirë                  |
| “Çmimi i Internetit”         | Internetpriset           | Klajdi Haruni         | Mamica                     |
| “Çmimi “Best new artist”     | Bästa nya artist         | Elhaida Dani          | S'je më                    |

### Top Fest 10 – 2013
Huvudpriset i tävlingen vanns av Samanta Karavello med "Loti i fundit", som även tilldelades priset för bästa kvinnliga artist. Därutöver tilldelades ytterligare 8 priser till deltagarna i finalen av tävlingen den 8 juni 2013.
| Pris                      | Översatt                 | Artist              | Låt             |
| ------------------------- | ------------------------ | ------------------- | --------------- |
| Çmimi "Best Female"       | Bästa kvinnliga artist   | Samanta Karavello   | Loti i fundit   |
| Çmimi “Best Pop/Rock”     | Bästa pop-/rocklåt       | Kamela Islamaj      | Pa limit        |
| Çmimi “Best Balade”       | Bästa ballad             | Albërie Hadërgjonaj | Asnjëherë       |
| Çmimi “Best Male”         | Bästa manliga artist     | Andos               | Luftë e humbur  |
| Çmimi “Top Albania Radio” | Top Albania Radio-priset | Naza                | Dëgjo zemrën    |
| Çmimi “Best Group”        | Bästa grupp              | Offchestra          | A bon           |
| Çmimi “Best New Artist”   | Bästa nya artist         | The Code            | Apokalips       |
| Çmimi “Best RnB”          | Bästa hiphop/RnB-låt     | Ajsel               | Nuk kam më lot  |
| “Çmimi i Internetit”      | Internetpriset           | Marsela Çibukaj     | Ndjenjë pa kohë |